# Mai 1779

## Événements
- France : Napoléon Bonaparte obtient une bourse du roi de France et est aussitôt admis à l’École militaire de Brienne.

- 5 mai : la galaxie spirale M61 est découverte dans la constellation Vierge par Barnabus Oriani.

- 13 mai : paix de Teschen. Fin de la guerre de Succession de Bavière : l’empereur Joseph II renonce à l’annexion de la Bavière. Les Habsbourg conservent cependant l’Innviertel en Bavière, Frédéric II de Prusse obtient l’expectative du margraviat d’Ansbach[1].

## Naissances
- 18 mai : Félix Louis L'Herminier, pharmacien et naturaliste français († 1833).

## Décès
- 3 mai : John Winthrop (né en 1714), astronome américain.